# Astragalus ciceropsis
Astragalus ciceropsis es una especie de planta del género Astragalus, de la familia de las leguminosas, orden Fabales.
Fue descrita científicamente por Hamzehee & Maassoumi.